# Johnny Dowson
John Simpson "Johnny" Dowson (18 tháng 9 năm 1926 – 1989) là một cầu thủ bóng đá người Anh ghi 11 bàn thắng trong 65 lần ra sân ở Football League thi đấu ở vị trí outside forward cho Darlington trong thập niên 1950. Ông đầu quân cho Manchester City, nhưng chưa bao giờ thi đấu cho đội bóng ở Giải vô địch, scored 39 bàn thắng trong 68 lần ra sân tại Midland League cho Peterborough United, and also played bóng đá non-league cho Ashington.